# Linaria brachyceras
Linaria brachyceras är en grobladsväxtart som först beskrevs av Aleksandr Andrejevitj Bunge, och fick sitt nu gällande namn av Kuprian.. Linaria brachyceras ingår i släktet sporrar, och familjen grobladsväxter. Inga underarter finns listade i Catalogue of Life.